# ميخائيل ناغي
ميخائيل ناغي (بالإنجليزية: Michael Nagy) هو لاعب بولينغ نيوزلندي، ولد في 29 نوفمبر 1980.